# Mycosphaerella hieracii
Mycosphaerella hieracii är en svampart som först beskrevs av Sacc. & Briard, och fick sitt nu gällande namn av Jaap 1908. Mycosphaerella hieracii ingår i släktet Mycosphaerella och familjen Mycosphaerellaceae.   Inga underarter finns listade i Catalogue of Life.